# Marvel Knights
Marvel Knights är ett varumärke hos Marvel. Serier som är märkta "Marvel Knights" innehåller ett mer vuxet innehåll än övriga serier från Marvel. Serierna är mörkare i tonen och innehåller mer våld. De flesta Marvel Knights-serier rekommenderas för åldrarna 15 år och uppåt.